# Gorgonia coarctata
Gorgonia coarctata är en korallart som först beskrevs av Achille Valenciennes 1855.  Gorgonia coarctata ingår i släktet Gorgonia och familjen Gorgoniidae. Inga underarter finns listade i Catalogue of Life.